# Aleksander Kazimierz Sapieha
Pour les articles homonymes, voir Aleksander Sapieha et Sapieha.
Aleksander Kazimierz Sapieha (né le 13 mai 1624, mort le 22 mai 1671), magnat de Pologne-Lituanie, membre de la famille Sapieha, secrétaire royal (1647), évêque auxiliare de Vilnius (1655), référendaire de Lituanie (1657) évêque de Samogitie (1659), évêque de Vilnius (1667).

## Biographie
Aleksander Kazimierz Sapieha est le fils Fryderyk Sapieha (1585-1626) et de Ieva Skaszewska.
Il étudie d'abord au collège jésuite de Lublin, puis à l'université de Vilnius. En 1638, il étudie à l'université Jagellonne de Cracovie. En tant que secrétaire royal, il poursuit ses études de droit canonique à Padoue (1647), Bologne (1648), Rome (1649) et Paris.
De retour en Pologne, il devient prévôt du chapitre de Vilnius le 14 mai 1650. Le 17 juillet de la même année, il est ordonné prêtre. En octobre 1650 il est devient membre du tribunal épiscopal. En 1655, il est nommé évêque auxiliaire de Vilnius et évêque titulaire de Méthone (de) dans le Péloponnèse. Il est consacré le 22 juillet 1657 par Jan Karol Dowgiałło Zawisza (pl) avec comme co-consécrateurs Jan Stefan Wydżga (pl) et Aleksander Krzysztof Chodkiewicz (pl). Le 4 avril 1659, il reçoit l'évêché de Samogitie.
En été 1659, agissant comme un envoyé du roi, il est chargé de calmer la rébellion des soldats dans l'armée lituanienne. Au Sej de 1662, il est nommé à la commission militaire et fiscale, au cours de laquelle il a essaie de réconcilier le grand hetman Paweł Jan Sapieha avec l'hetman de Lituanie Wincent Gosiewski.
Le 18 juillet 1667 Alexander Kazimierz Sapiega est nommé évêque de Vilnius. Après l'abdication de Jean II Casimir Vasa en 1668, il soutient la candidature de Philippe-Guillaume de Neubourg. Il est électeur de Michał Wiśniowiecki, pour la province de Vilnius, en 1669.
Il meurt à Vilnius, le 22 mai 1671. Il est inhumé dans la Cathédrale Saint-Stanislas et Saint-Ladislas de Vilnius.